# Ana Filip
Ana Filip, nacida como Ana-Maria Căta-Chiţiga (nacida el 20 de junio de 1989 en Bucarest, Rumanía) es una jugadora de baloncesto rumana nacionalizada francesa. Con 1.94 metros de estatura, juega en la posición de pívot.